# Windsor (Connecticut)
Windsor es un pueblo ubicado en el condado de Hartford en el estado estadounidense de Connecticut. En el año 2005 tenía una población de 28 778 habitantes y una densidad poblacional de 375 personas por km².

## Geografía
Windsor se encuentra ubicada en las coordenadas 41°51′10″N 72°38′35″O / 41.85278, -72.64306.

## Demografía
Según la Oficina del Censo en 2000 los ingresos medios por hogar en la localidad eran de $64,137, y los ingresos medios por familia eran $73,064. Los hombres tenían unos ingresos medios de $45,443 frente a los $37,476 para las mujeres. La renta per cápita para la localidad era de $27,633. Alrededor del 3.7% de la población estaban por debajo del umbral de pobreza.